# 신타니 히로시
신타니 히로시(일본어: 新谷 博, 1964년 7월 14일 ~ )는 일본의 전 프로 야구 선수이자 야구 지도자, 야구 해설가·평론가이다. 사가현 사가시 출신이며 현역 시절 포지션은 투수였다.

## 인물

### 아마추어 시절

#### 고교 시절까지
사가시의 공무원 가정에서 누나 두 명이 있는 집에 막내로 태어났다. 초등학교 3학년 때부터 야구를 시작해서 중학교에서는 포수를 맡았고 중학교 3학년이 되면서 에이스로 4번을 맡아 팀의 주장으로 발탁됐지만 감독과 심하게 다툴 정도로 갈등을 일으키다가 결국에는 야구부를 퇴단했다. 키가 큰 것도 있고 해서 한때는 농구부로 자리를 옯겼지만 고등학교에서는 야구를 다시 하고 싶다고 생각해서 강호인 사가 상업고등학교에 진학했다.
사가 상업고등학교 야구부에 입단하면서 복근운동 1,400회 등 매일 6~7시간의 연습을 하였고 집에 귀가해도 2층의 자신의 방까지 올라갈 체력조차 남아 있지 않을 정도였다. 한편, 입학 당시에는 유연한 신체와 뛰어난 센스가 있으면서도 마른 체격을 갖고 있었지만 이러한 연습에 의해 체력이 강화돼 부상의 걱정은 덜었다고 한다. 2학년 봄이 되면서 동기인 다나카 다카히사 등이 투수를 맡았고 신타니는 후보 3루수가 됐지만 투수진이 한결같이 컨디션 난조를 보일 때마다 대역을 맡아 이를 계기로 투수로 전향하게 됐다. 한편 다나카는 포수로 전향하면서 신타니와 배터리를 짜게 됐다. 2학년 가을에 열린 사가현 대회에서는 에이스로서 팀을 이끌었지만 결승전에서 패해 이듬해 춘계 선발 대회(제54회 선발 고등학교 야구 대회) 출전은 무산됐다.
이 패전을 계기로 연습에 신중히 임하면서 단기간에 커브, 슬라이더, 포크볼 등을 익혀 어느 구종에서도 스트라이크를 잡을 수 있을 정도로 터득해 나갔다. 3학년 때인 1982년 여름에 열린 사가현 대회에서는 이전의 평판 나있던 강한 면모로 우승해 팀 타율과 평균 자책점은 같은 해 선수권 대회(제64회 전국 고등학교 야구 선수권 대회) 출전 학교 중에서도 최고 성적이었다. 이 대회 첫 경기인 8월 8일 기즈쿠리 고등학교와의 경기에서는 단 한 명의 주자도 허용하지 않고 9회 투 아웃 상황을 맞이했으나 27번째 타자이자 대타로 타석에 들어선 요나가 유키히토에게 몸에 맞는 볼을 허용하여 퍼펙트 게임은 놓쳤지만 다음 타자를 맞춰 잡아내고 노히트 노런과 준퍼펙트 게임을 달성했다. 신타니 자신은 퍼펙트 게임을 달성하면 대회 최초라는 걸 모르고 있었고 안타를 회피하는 것을 우선시하여 몸쪽을 공략한 요나가와 승부할 때 볼배합을 후회했다고 한다.
2차전에서는 도쿄 농업대학 제2 고등학교를 6피안타 1실점으로 막아내며 완투승을 거두었고 3차전 상대인 쓰쿠미 고등학교와의 경기에서도 연장 14회까지를 던져 8피안타 3실점으로 호투했지만 팀은 결국 패했다. 대회 후에는 아라키 다이스케, 하타야마 히토시 등과 함께 일본 대표로 발탁돼 원정에 참가했다. 여러 프로 구단으로부터 영입 제의를 받았지만 당시에는 야나가와 사건과 같은 과거의 사례에서 프로 경험자의 취임에 제약이 큰 고교 야구 지도자를 희망하고 감독으로부터의 강력한 권유도 있어서 진학 희망을 이전부터 표명하고 있었다. 1982년 프로 야구 드래프트에서 야쿠르트 스왈로스로부터 2순위 지명을 받았지만 의사는 변함없이 고마자와 대학에 진학했다.
이때, 위에서 말한 다나카 다카히사도 한큐 브레이브스로부터 2순위 지명을 받고 입단했다. 하지만 다나카는 단 한 번도 1군 출전 기회를 갖지 못한 채 1986년 시즌 끝으로 은퇴했고 프로의 무대에서 다시 볼 수 없었다.

#### 대학·사회인
고마자와 대학 경식 야구부에서는 4학년이 되면 에이스를 담당한다고 하는 오타 마코토 감독의 방침도 있어서 무리한 기용 등은 없었다. 2학년 시절에는 고노 히로후미의 존재도 있어서 구원으로 기용됐고 3학년이 되자 선발을 맡으며 춘계 리그전에서는 무4구 완봉승을 달성했다. 3학년 추계 시즌까지 16승을 올리는 등 기대에 부응하는 성장을 보여 같은 학년인 아와노 히데유키와 함께 도토 리그를 대표하는 투수로 평가받았다.
그러나 3학년 겨울에 있은 주루 연습 도중 오른쪽 무릎을 강타해 후방 십자인대가 손상되는 부상을 입었다. 수술을 하면 1년 간의 재활이 필요하다는 진단을 받았지만 졸업 후의 프로 입단을 희망하고 있었기 때문에 인대 부근의 근육을 단련하여 수술을 피하는 방법을 택했다. 그대로 시즌이 끝났기 때문에 부상 상태를 감독에게는 보고하지 않았으나 축이 되는 다리 부상에 의해 투구 감각이 손상됐고 더 나아가 허리를 다쳐 제구가 악화돼 그 상태에서 무리하게 연습을 계속하다보니까 결국엔 팔꿈치를 다치고 말았다. 인대 손상 등을 모르는 오타 감독은 선발 명단에서 제외하는 등의 방법으로 컨디션 회복의 계기를 찾았지만 구위가 점점 잃어버리면서 노이로제에 가까운 상태에 빠졌다. 4학년 가을에 열린 리그 최종 등판에서는 구원에 성공했지만 프로 구단에서의 입단 제의는 없었고 오타 감독의 권유로 사회인 야구팀 닛폰 생명에 입사했다. 도토 대학 리그에서 통산 40경기에 등판해, 16승 6패, 평균 자책점 2.62, 127개의 탈삼진을 기록하는 성적을 남겼다. 고마자와 대학에서는 3년 선배 시라이 가즈유키, 2년 선배로는 요코타 마사시와 위에서 말한 고노, 1년 후배 다무라 쓰토무, 2년 후배인 노무라 겐지로와 스즈키 히데유키 등이 있었다.
1987년에 입사한 닛폰 생명에서는 하야세 가즈토요, 이토 노부유키가 에이스로 자리잡고 있었고 더욱이 이듬해엔 기무라 게이지가 입사하면서 신타니의 등판 기회는 적었고, 밑바닥 생활이 지속됐다. 투구가 생각대로 되지 못하고 당시에는 극도의 긴장 상태였다고 한다. 1989년에는 팀이 사회인 야구 일본 선수권 대회에 3년 만에 출전할 수 있게 되면서 기무라의 연투로 4강까지 올랐다. 닛폰 석유와의 준결승전에서는 선발을 맡았지만 자신감이 결여된 채로 등판해 3실점을 내주며 팀도 패했다. 뚜렷한 결과가 나오지 않은 채로 3년 간 보냈지만 연습에는 적극적으로 임하면서 전체 연습 후에는 개인 연습을 하면서 피로가 한계치까지 달하자, 피곤함을 이기지 못하고 외야에서 앉은 채로 조는 적도 있었을 정도라고 한다.
1990년 4월에는 허리 통증으로 1주일 동안 쉬었지만 복귀 직후에 구속이 돌연 140km/h 후반까지 올라 전성기의 투구와 함께 자신감을 되찾았다. 그 해에 열린 사회인 야구 일본 선수권 대회에서는 첫 상대인 NTT 도호쿠전에서 선발로 등판함과 동시에 대회 타이 기록인 6타자 연속을 포함한 14개의 탈삼진을 기록하여 완봉승을 거뒀다. 준결승전인 가와이 악기와의 경기에서도 선발로 나와 7이닝을 1피안타 무실점으로 막아냈고 닛폰 석유와의 결승전에서도 선발 등판해 무실점 호투로 팀의 우승에 큰 기여를 했다. 대회 기간 동안 무자책점으로 3승을 올린 활약을 인정받아 대회 MVP에 선정되는 영예를 안았다. 이 대회 전후로 또다시 프로 구단의 스카우트로부터 주목받게 됐지만 기무라의 프로 입단이 확정돼 있었던 팀의 사정도 있어서 그 해에는 드래프트 지명을 받지 않았다.
이듬해 1991년에는 스기우라 마사노리와 함께 야구 일본 대표팀의 에이스급이 두 명 갖춰진 팀으로 높은 평가를 받았지만 도시 대항 대회와 사회인 야구 일본 선수권 대회에서는 모두 첫 경기에서 패했다. 이듬해 1992년 바르셀로나 올림픽 대표팀 후보로 거론되고 있었지만 ‘계약금과 지명 순위로 납득할 만한 평가를 받게 된다면 프로로 전향하고 싶다’는 입장을 밝히면서 드래프트 제외 대상에는 포함되지 않았다. 출신지와 가까운 후쿠오카 다이에 호크스와 세이부 라이온스, 주니치 드래건스, 긴테쓰 버펄로스 등 4개 구단으로부터 영입할 움직임이 보이고 있어서 1991년 드래프트 회의에서 세이부로부터 2순위 지명을 받고 입단했다. 계약금과 연봉은 각각 8,000만 엔, 1,200만 엔(모두 추정치)으로 1순위 지명된 다케시타 준을 넘어서는 높은 조건이었다.

### 프로 야구 선수 시절

#### 세이부 라이온스 시절
입단 당시의 세이부는 황금기를 맞이하고 있었기 때문에 ‘혹시라도 등판 기회가 주어지지 않는 건 아닌가’라는 불안감도 없지 않았다고 한다. 하지만 사회인 야구를 경험하고 신체가 단련돼 있어서 스프링 캠프에서는 1군 투수진에 뒤지지 않는 공을 던진 것을 계기로 자신감을 얻게 됐고 와타나베 히사노부와 가토리 요시타카의 배려로 팀 동료와 융화하면서 적응해나갔다. 개막 2경기째인 1992년 4월 7일 오릭스 블루웨이브전에서 프로 데뷔 첫 등판을 이뤄냈고 와타나베 도미오의 부진 등의 이유로 8월 2일에는 처음으로 선발을 맡아 프로 첫 승리를 거두었다. 같은 해 9월 중순까지 총 8경기에 선발 등판하여 2차례의 완투를 포함한 2승을 기록하고 있었다. 야쿠르트 스왈로스와 맞붙은 같은 해 일본 시리즈에서는 5차전에 첫 등판해서 5회 중간부터 1과 2/3이닝을 던져 5피안타를 허용하고 1실점을 내줬지만 6차전에서는 4회 중간부터 1과 1/3이닝을 던져 1피안타 무실점으로 막아냈다.
이듬해 1993년에는 연봉이 2,400만 엔(추정치)으로 증가됐고 선발 로테이션의 5번째 투수로서 19경기에 선발 등판했고 8월 7일 후쿠오카 다이에 호크스전에서는 프로 첫 완봉승을 달성했다. 같은 해 일본 시리즈에서는 중간 계투로 등판해 특히 2차전에서는 이날 선발로 나온 궈타이위안 다음으로 3회초부터 7이닝을 던지는 등 5피안타 1실점으로 막아냈다. 시즌 종료 후에는 연봉 2,000만 엔이 인상된 4,400만 엔(추정치)이 됐다. 8승 1패의 시즌 성적을 남겼지만 투구 내용에는 납득이 되질 않을 정도로 만족하지 못했고, 이듬해에 걸쳐 몸을 열지 않고 비트는 듯한 투구 폼으로 변경했다.
1994년에는 무라타 가쓰요시와 오노 가즈요시의 트레이드로 입단한 것을 계기로 시즌 전반기에는 중간 계투나 마무리 투수를 맡았다. 4월 14일 다이에전에서 1점 리드한 2사 만루 상황에서 상대 타자 마쓰나가 히로미를 상대로 풀카운트 승부가 이어졌는데 이토 쓰토무의 사인에 고개를 젓고 지구로 헛스윙 삼진을 잡아냈다. 이 장면은 프로 야구에서 가장 인상에 남은 회심의 투구로, 이 일을 계기로 이토에게서 사인에 고개를 젓는 걸 받아들여 스스로에게 있어 큰 분기점이 됐다고 한다. 5월에는 구원으로서 7경기에 등판해 20과 1/3이닝을 던져 4승 1패 1세이브, 평균 자책점 1.33의 성적으로 월간 MVP를 처음으로 수상했다. 또한 올스타전에도 처음으로 출전해 1차전에서는 7회 1사 만루 상황에 등판하여 1과 1/3이닝을 1피안타 무실점으로 호투했다.
후반기에서도 롱 릴리프와 선발을 포함한 스기야마 겐토와 함께 다양한 상황에서 기용돼 필사적으로 던지고 있었다고 한다. 그 해에는 개인 최다인 41경기(선발로서는 8경기)에 등판하여 자신의 첫 두 자릿수 승리를 달성, 그리고 시즌 최종전인 10월 10일 지바 롯데 마린스전에서 1과 1/3이닝을 던져 3실점을 내주면서도 규정 투구 이닝을 채워 최우수 평균 자책점 타이틀을 석권했다. 요미우리 자이언츠와 맞붙은 일본 시리즈에서는 4차전에서 5회 중간부터 등판해 3과 2/3이닝을 4피안타 무실점으로 호투했다. 시즌 종료 후에 있은 퍼시픽 리그 MVP 투표에서 그해 일본 프로 야구 한 시즌 최다 안타 기록인 210안타를 달성한 이치로에게 큰 표차로 뒤졌지만 이치로의 몰표를 저지하고 차점자가 됐다. 재계약 협상에서는 세이부의 투수로서 역대 최고치가 되는 4,000만 엔이 상승한 연봉 8,400만 엔(추정치)이 됐다.
1995년에는 구도 기미야스의 이적 등으로 선발 로테이션의 중심이 되면서 여름에 발병한 급성위장염으로 인해 일시적으로 선발에서 제외됐지만 그 해에 자신의 최다인 23경기에 선발 등판하여 팀내 최다이자 개인 최다 기록인 11승을 올려 평균 자책점은 리그 6위에 해당되는 2.93을 기록했다. 시즌 종료 후에는 연봉 9,000만 엔(추정치)으로 재계약을 맺었고 전년도에 하뉴다 다다카쓰의 결혼 피로연이 열린 것을 계기로 교제를 시작한 항공사 여승무원과 결혼했다. 이듬해 1996년에는 자신으로서는 처음으로 개막전 선발 투수를 맡아 3년 연속이자 자신의 최다 타이 기록인 두 자릿수 승리가 되는 11승을 올렸다. 같은 해 재계약 협상에서는 연봉이 1억 1,000만 엔(추정치)이 되면서 기요하라 가즈히로, 시오자키 데쓰야 등과 나란히 팀 역사상 최단 기간인 프로 6년 째에 연봉 1억 엔대에 도달한 선수가 됐다.
1997년에는 전년도 팀내 최다승을 거둔 니시구치 후미야에 뒤를 잇는 팀의 2, 3선발로 예상했지만 시즌 첫 등판이 된 4월 9일 오릭스전에서 7피안타 6실점(1자책점)의 투구 내용으로 3회에 강판됐고 이어지는 4월 17일 닛폰햄 파이터스전에서 첫회에 6개의 안타를 허용하여 5실점을 내주는 등 1아웃밖에 잡지 못하고 투구수 28개로 패전 투수가 됐다. 이러한 심각한 부진으로 인해 처음으로 1군 등록이 말소돼 2군에서의 조정을 하고 있었다. 6월에는 1군에 복귀했지만 또다시 부진에 시달려 2군으로 강등됐고 전년도 오프부터 길러왔던 수염을 밀어버리고 달리기를 비롯한 투구 폼의 확인을 지속적으로 이뤄졌다. 8월 18일에는 1군에 다시 복귀하여 다음날인 지바 롯데전에서 시즌 첫 승리를 거두었지만 그 해에는 겨우 2승으로 끝났다. 야쿠르트와 맞붙은 같은 해 일본 시리즈에서는 4차전에 선발 등판해 4이닝을 던져 6피안타 3실점을 기록하고 5회초에 대타로 교체돼 패전 투수가 됐다. 3회 2사 2, 3루 상황에서 안이하게 승부를 걸어 상대 타자인 후루타 아쓰야에게 2점 적시 2루타를 맞은 것이 패전의 큰 원인이라고 평가했다. 오프의 재계약 협상에서는 3,000만 엔이 대폭 삭감된 연봉 8,000만 엔(추정치)이 됐다.
니시자키 유키히로나 하시모토 다케히로와 나란히 투수진의 최고참으로서 맞이한 1998년에는 스프링 캠프에서 빠른 컨디션을 조정하기는 했지만 시즌 당초에는 중간 계투로 기용돼 평균 자책점도 10점을 넘겼었다. 하지만 그해 시즌 첫 선발로 등판한 5월 27일 지바 롯데전에서 승리 투수가 되면서 그대로 선발 로테이션에 정착했고, 6월 20일 오릭스전에서는 1년 9개월 만에 완봉승을 거두었다. 규정 투구 이닝에는 도달하지 못했지만 16경기에 선발로 나오면서 평균 자책점은 3.67의 성적을 남겼다. 그해 요코하마 베이스타스와 맞붙은 일본 시리즈에서는 5차전에 7회 중간부터 5점이나 뒤진 상황에서 등판했지만 8회에 3점, 더욱이 9회에는 7점을 내줬다. 이 한 경기에서 10실점 및 10자책점은 모두 일본 시리즈 신기록이 됐다. 당시 투수 코치였던 스기모토 다다시는 “선발도 조기에 강판했었고 다른 투수들에게 부담을 주지 않기 위해 어쩔 수 없었다”라고 말했고 신타니 자신은 “야수에게 폐를 끼쳐 버렸다”라고 토로했지만 모리 마사아키는 당시 세이부 감독이었던 히가시오 오사무를 향해 일본 시리즈에 어울리는 지휘관이라고 말할 수 있는지 의문을 자아내며 비판했다. 수비 주루 코치였던 이하라 하루키는 이에 대해 “절반 정도인 것처럼 계속 던지는 신타니의 모습을 보고 있자니 정말 불쌍했다. 경기 후 신타니는 의기소침해져 있었다. 다른 투수가 있는데 왜 교체하지 않았을까. 집에 돌아온 후 나는 신타니가 걱정돼 무심코 전화를 걸었을 정도였다. ‘힘들었구나. 감독이 어떤 의도로 마운드에서 내려오지 않았는지 모르겠지만 이 아쉬움을 가슴에 묻어두고 다음에 다시 하라’는  말을 할 수밖에 없었다”고 말했다. 오프의 재계약 협상에서는 1,000만 엔이 삭감된 연봉 7,000만 엔(추정치)이 됐다.
이듬해 1999년 4월에는 2경기에 선발 등판했지만 두 경기 모두 2회도 못던지고 6실점을 내주며 강판돼 4월 14일에 1군 등록이 말소됐다. 같은 해 2군에서 선발 등판하여 7승을 올렸지만 10월 6일에 구단으로부터 방출 통보를 받았고 마찬가지로 세이부에서 퇴단한 전 2군 투수 코치 모리 시게카즈와 함께 닛폰햄 파이터스에 입단했다.

#### 닛폰햄 파이터스 시절
이적 1년째인 2000년에는 4월 7일 다이에전에서 3이닝 5실점을 내주며 강판됐지만 4월 14일 지바 롯데전에서 2년 만에 승리 투수가 됐는데 완투승을 기록했다. 그 후 5월까지 3연승을 기록했고 언론에서도 이슈가 됐던 투구 내용에 대해서는 자신이 없었다고 한다. 팀내 최고령 선수로서 투수진의 궐기 집회를 여는 등 팀을 이끄는 역할을 맡았다.
2001년에는 데뷔 후 처음으로 선발이 아닌 중간 계투를 맡으면서 10월 1일 세이부전에서는 8회말에 팀의 4번째 투수로 등판, 가키우치 데쓰야에게 솔로 홈런을 맞으면서도 1과 2/3이닝을 던져 1실점에 그쳤다. 이적 후 첫 세이부 돔에서 등판했던 이 경기가 현역 마지막 등판이 되면서 그것을 예감했던 양팀 팬들로부터 큰 성원을 받았다. 시즌 종료 후 닛폰햄으로부터 1군 투수 코치를 맡아달라는 요청을 받고 자신의 가족이나 오타 마코토와 상의한 끝에 10월 12일 구단에 은퇴를 신청하여 이를 수락했다.

### 그 후
2002년부터 닛폰햄에서 투수 코치를 맡으면서 야구의 지식이나 기술을 중시하면서 정신적인 측면에서도 주력하는 지도를 목표로 했다. 2004년 시즌 끝으로 닛폰햄을 퇴단했고 스포츠 코칭 기술을 배우기 위해 2005년에 쓰쿠바 대학 대학원 석사 과정에 입학했다. 한편, 7월에 쇼비학원대학이 경식 여자 야구부를 다음해인 2006년에 창설한다는 발표에 따라 야구부의 감독으로 맡아달라는 권유가 있어서 이를 승낙했다. 또, 규슈 지방에서 유일하게 사가현만 경식 야구팀이 없는 것을 알았고 전국적으로 사회인 야구팀 감소 현상이 계속되고 있던 와중에 팀 창설에 필요한 절차를 밟기 시작했다. 사가현에는 현 단위의 야구 연맹이 없었기 때문에 최초로 연맹을 조직하여 사가시에 귀향한 2005년 7월에 고교 시절 후배들에게 이와 관련된 이야기를 밝힌 것과 동시에 반응이 있어 같은 해 8월에 팀을 결성했다. 도쿄에 거주하고 있던 터라 감독은 별도로 찾을 예정이었으나 주변의 협조를 얻기 쉬운 점 등을 고려해서 자신이 감독으로 취임하게 됐다.
2006년에는 주로 주말에 쇼비학원대학 야구부에서 지도를 하고 야구부원 수가 6명이면서도 가타오카 아유미 등 각지의 선수를 더해 ‘쇼비 드림스’라는 팀으로 8월에 개최된 전일본 선수권 대회에 참가하여 4강에 진출하는 쾌거를 이뤘다. 2006년부터는 홋카이도 방송의 해설자도 맡으며 같은 해 봄부터 이듬해 봄에 걸쳐 쇼비학원은 비너스 리그에서 3연패를 달성했다. 2008년에 개최된 제3회 IBAF 여자 월드컵에서 일본 대표팀의 투수 코치를 맡았는데 3연패를 목표로 하는 미국을 2차 예선 라운드에서 누르고 첫 우승을 이루었다. 또한 그해 쇼비학원이 전일본 선수권 대회에서 첫 우승하여 사가 스피릿츠의 감독에서 물러나고 총감독으로 부임했고 대학원을 수료했다.
2010년에 제4회 IBAF 여자 월드컵에서도 일본 대표팀 투수 코치로 부임하여 팀의 연패 달성에 기여했다. 2012년에 캐나다 에드먼턴에서 열리는 제5회 IBAF 여자 월드컵의 일본 대표팀 감독으로 부임했다는 사실이 2011년 3월 7일에 발표됐다. 자신이 감독을 맡고 있던 쇼비학원대학의 선수·OG를 포함한 8명이 발탁된 이 대회에서 사상 최초가 되는 3연패를 달성했다.
2020년에 창단된 ‘사이타마 세이부 라이온스·레이디스’의 초대 감독으로 발탁되면서 전일본 여자 경식 클럽 야구 선수권 대회에서는 팀이 첫 출전함과 동시에 첫 우승을 이끄는 등 주요 대회 등에서 우승과 준우승을 거듭했다. 2023년에는 감독직에서 물러나 구단 GM으로 취임했다.
2023년부터 사회인 야구팀 메이지 야스다 생명의 수석 코치로 취임했다.

## 플레이 스타일
사회인 후반부터 프로 전반에 걸쳐 사이드암 기색의 스리쿼터부터 최고 속도 140km/h후반의 직구, 날카로운 슬라이더를 비롯한 다양한 변화구를 구사했다. 또한 표적을 좁히지 않는 투구가 특색이라는 평가를 받았다. 현역 말년에는 구위가 떨어졌지만 낮은 제구의 변화구를 구분하여 던지는 기교파다운 투구를 보여줬다.
대학 졸업 후에는 선발, 중간 계투, 마무리 등 여러 역할을 맡았지만 어떤 경우에서도 눈 앞의 타자 한 명을 막아내는 것에만 집중했고 타자에게 지고 싶지 않다는 투쟁심이 야구에 대한 모티베이션이 됐다고 한다. 그런 한편으로 감독이 정하는 역할의 내용에는 흥미가 없고 다른 투수가 선발이나 마무리를 고집하는 기분은 이해할 수 없었다고 한다.

## 에피소드
젊은 시절부터 고베 제강을 응원했던 럭비팬이며, 마쓰오 유지의 사촌여동생인 부인과는 첫 데이트로 일본 럭비 선수권 대회를 관전했다고 한다. 개막전 투수에 구애되지 않고 투구 스타일도 성격도 마이페이스라는 평가를 받았다. 만화가 모토미야 히로시의 작품을 즐겨읽는데 그 중에서도 《허풍쟁이 이치요》의 영향을 크게 받았다고 한다.

## 지도자로서
일본의 여자 야구계에서 가장 엄격한 지도자로 평가받는 한편 경험에 밑바탕을 둔 지도에는 많은 선수들부터 신뢰를 받고 있다. 신타니 자신은 여자 선수는 야구에 대한 열의가 높기 때문에 지도하기가 쉽다는 느낌이 들었다고 한다. 또한 일본의 아마추어 야구는 기술면에서의 훈련 비중이 너무 크다는 문제점이 있다고 지적했고 타 분야에서도 통용되는 인재가 자라도록 야구를 통한 인격 형성을 중시해야 한다고 말했다.
쇼비학원대학의 감독으로 취임했을 때는 선수에 대해 개개인의 플레이에 대한 의미를 설명하고 이해를 높이는 일에 전념했다. 다른 팀을 이기기 위해서 노력하는 강한 팀을 만들어 또한 동시에 지도자를 역임하면서 선수를 육성하는 일로 일본 여자 야구를 발전시키는 일을 목표로 했다. 연습 후에는 선수와 함께 식사나 볼링 등에 가는 일도 자주 있었다. 선수와 신뢰 관계를 만드는데 있어서 소중한 것은 자신이 공부하는 것, 그리고 그 앞에는 승리에 의한 기쁨을 주는 것이 중요하고, 또 선수의 자주성이 프로와는 달라 아마추어인 제자에게 있어서 야구는 대학 생활의 일부에 지나지 않는다는 생각으로부터 연습은 연습, 놀이는 놀이로 조절이 되는 선수로 육성하고 있다고 말했다.
예전에는 여자 프로 야구에 대해 ‘실력이 아마추어보다 뒤쳐저 있어서는 의미가 없다’라고 말하는 등 그 실력을 의문시하고 있었지만 2012년 4월 21일 일본 대표 후보팀과 여자 프로 야구 선발팀과의 평가전에서 신타니가 이끄는 일본 대표 후보팀이 여자 프로 야구 선발팀에게 완패해 ‘일본에서 가장 좋은 팀을 만드는 것이 역할이며, 프로 선수의 대표 합류는 당연시된다’, ‘가장 중요한 것은 팀워크이며 성격, 의지를 포함하여 판단한다’라고 주장하는 등 사상 최초로 프로에서 일본 대표팀으로의 발탁에 적극적인 자세를 보였고 결과적으로 프로에서는 5명이 선출됐다.

## 상세 정보

### 출신 학교
- 사가 현립 사가 상업고등학교
- 고마자와 대학

### 선수 경력
- 닛폰 생명
- 세이부 라이온스(1992년 ~ 1999년)
- 닛폰햄 파이터스(2000년 ~ 2001년)

### 지도자 경력
- 닛폰햄 파이터스·홋카이도 닛폰햄 파이터스 투수 코치(2002년 ~ 2004년)
- 쇼비학원대학 야구부 감독(2006년)
- 제3회 IBAF 여자 월드컵 일본 대표팀 투수 코치(2008년)
- 제4회 IBAF 여자 월드컵 일본 대표팀 투수 코치(2010년)
- 제5회 IBAF 여자 월드컵 일본 대표팀 감독(2011년 ~ 2012년)

### 수상·타이틀 경력

#### 타이틀
- 최우수 평균 자책점 : 1회(1994년)

#### 수상
- 월간 MVP : 1회(1994년 5월)

### 개인 기록

#### 첫 기록
- 첫 등판 : 1992년 4월 7일, 대 오릭스 블루웨이브 1차전(세이부 라이온스 구장), 9회초에 3번째 투수로서 구원 등판·마무리, 1이닝 무실점
- 첫 세이브 : 1992년 4월 9일, 대 오릭스 블루웨이브 3차전(세이부 라이온스 구장), 9회초에 3번째 투수로서 구원 등판·마무리, 1이닝 무실점
- 첫 탈삼진 : 1992년 4월 18일, 대 지바 롯데 마린스 2차전(지바 마린 스타디움), 6회말에 아이코 다케시로부터
- 첫 선발·첫 승리 : 1992년 8월 2일, 대 오릭스 블루웨이브 18차전(세이부 라이온스 구장), 6과 1/3이닝 3실점(2자책점)
- 첫 완투 승리 : 1992년 8월 8일, 대 지바 롯데 마린스 18차전(지바 마린 스타디움), 9이닝 3실점
- 첫 완봉 승리 : 1993년 8월 7일, 대 후쿠오카 다이에 호크스 16차전(후쿠오카 돔)

#### 기타
- 올스타전 출장 : 1회(1994년)

### 등번호
- 17(1992년 ~ 1999년)
- 60(2000년 ~ 2001년)
- 81(2002년 ~ 2004년)

### 연도별 투수 성적
| 연 도       | 소 속       | 등 판 | 선 발 | 완 투 | 완 봉 | 무 4 구 | 승 리 | 패 전 | 세 이 브 | 홀 드 | 승 률 | 타 자 | 이 닝 | 피 안 타 | 피 홈 런 | 볼 넷 | 고 4 | 몸 맞 | 탈 삼 진 | 폭 투 | 보 크 | 실 점 | 자 책 점 | 평 자 책 | W H I P |
| ----------- | ----------- | ----- | ----- | ----- | ----- | ------- | ----- | ----- | -------- | ----- | ----- | ----- | ----- | -------- | -------- | ----- | ---- | ----- | -------- | ----- | ----- | ----- | -------- | -------- | ------- |
| 1992년      | 세이부      | 28    | 8     | 2     | 0     | 0       | 4     | 8     | 2        | --    | .333  | 453   | 108.2 | 94       | 10       | 30    | 3    | 2     | 108      | 4     | 0     | 43    | 40       | 3.31     | 1.14    |
| 1993년      | 세이부      | 24    | 19    | 3     | 1     | 1       | 8     | 1     | 0        | --    | .889  | 469   | 117.0 | 99       | 22       | 32    | 2    | 3     | 108      | 4     | 0     | 42    | 40       | 3.08     | 1.12    |
| 1994년      | 세이부      | 41    | 8     | 3     | 2     | 1       | 10    | 8     | 9        | --    | .556  | 517   | 130.0 | 97       | 15       | 35    | 4    | 5     | 99       | 3     | 0     | 47    | 42       | 2.91     | 1.02    |
| 1995년      | 세이부      | 28    | 23    | 7     | 4     | 1       | 11    | 11    | 1        | --    | .500  | 668   | 169.0 | 129      | 16       | 44    | 2    | 5     | 115      | 3     | 0     | 58    | 55       | 2.93     | 1.02    |
| 1996년      | 세이부      | 30    | 21    | 2     | 2     | 0       | 11    | 5     | 2        | --    | .688  | 632   | 145.0 | 144      | 23       | 56    | 2    | 5     | 121      | 3     | 0     | 64    | 55       | 3.41     | 1.38    |
| 1997년      | 세이부      | 17    | 9     | 0     | 0     | 0       | 2     | 2     | 0        | --    | .500  | 227   | 47.2  | 61       | 7        | 24    | 1    | 3     | 40       | 1     | 0     | 40    | 35       | 6.61     | 1.78    |
| 1998년      | 세이부      | 23    | 16    | 2     | 1     | 1       | 5     | 8     | 0        | --    | .385  | 469   | 110.1 | 113      | 11       | 27    | 2    | 8     | 72       | 5     | 1     | 49    | 45       | 3.67     | 1.27    |
| 1999년      | 세이부      | 2     | 2     | 0     | 0     | 0       | 0     | 1     | 0        | --    | .000  | 17    | 1.1   | 11       | 1        | 1     | 0    | 0     | 3        | 0     | 0     | 12    | 11       | 74.25    | 9.00    |
| 2000년      | 닛폰햄      | 28    | 8     | 1     | 0     | 0       | 3     | 3     | 0        | --    | .500  | 300   | 67.0  | 76       | 10       | 26    | 1    | 4     | 40       | 0     | 0     | 38    | 37       | 4.97     | 1.52    |
| 2001년      | 닛폰햄      | 17    | 0     | 0     | 0     | 0       | 0     | 0     | 0        | --    | ----  | 89    | 22.1  | 18       | 7        | 5     | 0    | 1     | 18       | 1     | 0     | 11    | 11       | 4.43     | 1.03    |
| 통산 : 10년 | 통산 : 10년 | 238   | 114   | 20    | 10    | 4       | 54    | 47    | 14       | --    | .535  | 3841  | 918.1 | 842      | 122      | 280   | 17   | 36    | 724      | 24    | 1     | 404   | 371      | 3.64     | 1.22    |

- 굵은 글씨는 시즌 최고 성적.